# 小森御前
小森御前（こもりごぜん、生年不詳 - 文治5年（1189年））は平安時代末期、鎌倉時代初期の女性。穂積氏流・藤白鈴木氏当主、鈴木重家の妻。

## 生涯
小森御前は、穂積氏流・藤白鈴木氏当主、鈴木重家の妻。夫の重家は、治承・寿永の乱では源義経に従って軍功を立て、平家滅亡後は源頼朝から甲斐国に領地を一所与えられて安泰を得ていた。しかし重家は、義経が頼朝と対立して奥州に逃れた際に義経のことが気にかかり、所領を捨て長年連れ添った小森御前ら妻子も熊野に残して奥州に向かった。このとき小森御前は子を身ごもっていたために紀伊国に残されたとも伝わる。しかし、小森御前も夫を慕いわずかな家来を連れて後を追った。しかし、平泉に向かう途中に志津川（現在の宮城県南三陸町）の地で夫が戦死したことを聞かされ、乳母とともに八幡川に身を投げて自害したとされる。その最期を哀れんだ村人たちが同地に祠を建てたと伝わり、現在でも小森御前社として祀られている。